# Lusignan János örményországi régens
Lusignan János (Ciprus, 1306/07 – Szisz, Kis-Örményország (Kilikia), 1343. augusztus 7.), örményül: Ջիվան Լուսինյան, franciául: Jean de Lusignan, görögül: Ιωάννης της Κύπρου/των Λουζινιάν. Ciprusi királyi herceg, Örményország hadsereg-főparancsnoka, Örményország régense. V. Leó örmény király apja. Római katolikus vallású volt. A Lusignan(-Poitiers)-ház örmény ágának a tagja.

## Élete
A francia eredetű Lusignan(-Poitiers)-család Cipruson uralkodó dinasztiájának örmény ágából származott. Apja Amalrik (1270/72–1310) ciprusi királyi herceg, Türosz ura, Ciprus kormányzója. Anyja Szaven-Pahlavuni Izabella (1276/77–1323) örmény királyi hercegnő, II. Leó (1236–1289) örmény királynak, aki I. Izabella örmény királynő és I. Hetum örmény király fia volt, és Küra Anna (–1285) lamproni úrnőnek a házasságából született. János herceg nővére, Mária, akit 12 évesen elsőfokú unokatestvérükhöz, III. Leó örmény királyhoz adtak feleségül 1306-ban, rövidesen megözvegyült, miután férjét 1307-ben meggyilkolták, azonban még szülei életében, 1309-ben meghalt. Apja, Lusignan Amalrik meggyilkolása (1310) után az anyja, Izabella hercegnő a gyerekeivel örmény hazájába tért vissza 1311-ben. János Örményországban élt 1322-ig, amikor is öccsével, Lusignan Bohemond (1307/09–1344) herceggel Rodoszra ment az Ispotályosokhoz. 1323-ban itt érte a hír, hogy meggyilkolták az édesanyját, Izabella hercegnőt az örmény fővárosban, Sziszben. 1324. augusztus 31-én gyermektelenül meghalt János apai nagybátyja, II. Henrik ciprusi király, akit épp János herceg apja, Türoszi Amalrik trónfosztott 1306-ban egy időre, és aki csak öccse meggyilkolása után, 1310-ben szerezte vissza trónját. A trónöröklés szerint Türoszi Amalrik még életben maradt fiainak kellett volna örökölnie a trónt az elsőszülöttség rendjében, így elsőként az akkor legidősebb fiúnak, János legfiatalabb bátyjának, Lusignan Guidónak, a későbbi örmény királynak, aki II. Konstantin néven uralkodott, hiszen két legidősebb bátyja már ekkor nem élt, de Amalrik fiait száműzték Ciprusról, így nem foglalhatták el a ciprusi trónt. A ciprusi korona ezért Amalrik és II. Henrik elhunyt ifjabb öccsének, az idősebb Lusignan Guidónak a fiára, Lusignan Hugóra szállt, aki IV. Hugó néven lett Ciprus királya. János 1326-ig maradt Rodoszon, majd visszatért Örményországba. 1336. április 17-én elsőfokú unokatestvére, IV. Leó (1308/09–1341) örmény király, akinek a második felesége, Aragóniai Konstancia János nagynénje volt II. Henrik ciprusi király feleségeként, kinevezte őt Örményország hadsereg-főparancsnokává, mely tisztséget a haláláig betöltött.

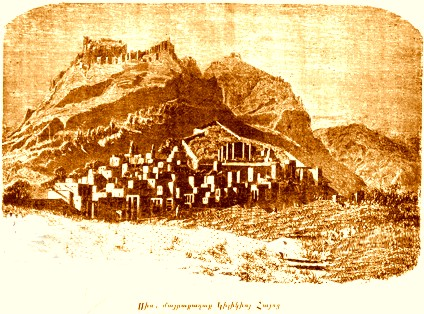
Szisz (Kozan) romjai

IV. Leó örmény király 1341. augusztus 28-án történt meggyilkolása után Lusignan János a régens tisztét töltötte be Örményországban, és mivel Aragóniai Konstancia örmény királyné másodszorra is meddőnek bizonyult, amivel az örmény királyi dinasztia, a Szaven-Pahlavuni-ház hetumida vonala férfi ágon kihalt, így a női ágat hívták meg az örmény trónra János fiatalabb bátyjának, Lusignan Guidónak a személyében. Miután a választott örmény király ekkoriban Konstantinápolyban, a bizánci udvarban élt, hiszen anyai nagynénjük, az örmény hercegnőből lett bizánci császárné, Szaven-Pahlavuni Mária (1278–1333) révén kétszer is bizánci hercegnőt vett feleségül, ezért János 1342-ig, a bátyja trónra léptéig annak nevében gyakorolta az örmény királyi jogokat. Lusignan Guido 1342-ben érkezett meg Örményországba, és II. Konstantin néven koronázták örmény királlyá. Bátyja megerősítette Jánost a hadsereg-főparancsnoki tisztségben, aki még II. Konstantin uralkodása idején, 1343. augusztus 7-én halt meg az örmény fővárosban, Sziszben, feltételezhetően természetes halállal, amely az örmény királyi ház kevés számú tagjainak volt a kiváltsága. Sziszben is temették el. Bátyja, II. Konstantin és öccse, Bohemond végzetét már nem érte meg, akiket egyszerre gyilkoltak meg testőreikkel együtt egy évvel később 1344. november 17-én Adanában. János gyerekei ekkor a puccsisták fogságába kerültek, azonban sikerült később Ciprusra menekülniük.
Házassága nem ismert, de egy törvényes fia maradt, Lusignan Bohemond (1339/1340–1364/65) herceg. Egy örmény nővel folytatott házasságon kívüli kapcsolatából két fia is származott, de csak az egyiknek a neve maradt fenn, annak, aki dédapja, II. Leó örmény király után kapta a nevét. Ő volt a későbbi V. Leó örmény király, akit a törvénytelen származás bélyege egész életén át nyomasztotta, ezért azt terjesztette magáról, hogy apja Szoldana grúz hercegnőt vette feleségül, és ebből a házasságból született V. Leó és bátyja, Bohemond. Rudt de Collenberg (1980) V. Leónak ezt az állítását egyszerű hamisításnak tekinti, amelyet semmilyen független forrás sem támaszt alá.

## Gyermekei
- N. N., ismeretlen nevű és származású feleségétől, 1 fiú:
  - Bohemond (1339/1340–1364/65) ciprusi királyi herceg, örmény trónkövetelő, nem nősült meg, gyermekei nem születtek
- N. N. (–1374/75), ismeretlen nevű, örmény származású ágyasától, 2 fiú:
  - Leó (1342–1393), V. Leó néven örmény király: (1374–1375), felesége Soissons Margit (1345/50–1379/1381) ciprusi úrnő, 1 leány+3 természetes fiú
  - N. (fiú) (–1396/97 után), Kairó jakobita pátriárkája (1396)